# Lage Tedenby
Lage Herbert Tedenby, född 21 maj 1937 i Örnsköldsvik, är en svensk före detta hinderlöpare. Han hade det svenska rekordet på 3 000 meter hinder åren 1961 till 1964. Han blev 1961 Stor Grabb nummer 219.